# Pseudoscalibregma parvum
Pseudoscalibregma parvum är en ringmaskart som först beskrevs av Hansen 1878.  Pseudoscalibregma parvum ingår i släktet Pseudoscalibregma och familjen Scalibregmatidae. Arten har ej påträffats i Sverige. Inga underarter finns listade i Catalogue of Life.